# Alexandre de Bucy
Alexandre Marie Joseph de Bucy (Neuilly-sur-Seine, 11 de agosto de 1970) es un obispo católico francés. Desde el 22 de mayo de 2024 se desempeña como obispo de Agen.

## Biografía
Alexandre de Bucy nació el 11 de agosto de 1970 en Neuilly-sur-Seine, en la diócesis de Nanterre.
Estudió sucesivamente en el Seminario Francés de Roma, en la Pontificia Universidad Gregoriana y en el Instituto Patrístico Augustinianum.
Fue ordenado sacerdote el 29 de junio de 1997 para la diócesis de Versalles. Enviado sucesivamente a varias parroquias, realizó luego una misión fidei donum en Malí y luego fue enviado a la diócesis de Pontoise.
El Papa Francisco lo nombró obispo de Agen el 22 de mayo de 2024, sucediendo a Hubert Herbreteau, que había alcanzado el límite de edad impuesto por el derecho canónico. Se instala el 1 de septiembre de 2024 en la catedral de San Caprasio de Agen, y recibió la consagración episcopal de manos de Jean-Paul James, arzobispo metropolitano de Burdeos y de Bazas.